# Росалинда (телесериал)
Росалинда (исп. Rosalinda) — мексиканская 80-серийная мелодрама 1999 года производства Televisa. Последняя работа в кино актрисы Евы Кальво.

## Сюжет
Росалинда — молодая девушка с добрыми чувствами, которая работает продавщицей в цветочном магазине с целью помочь больной матери на лечение и поддержать отца. Вскоре мать Росалинды умирает и перед смертью говорит своему супругу, что из трёх дочерей одна неродная. Отец очень сильно был расстроен заявлением своей покойной супруги и начал ненавидеть всех своих троих дочерей, но мягкое сердце отца не позволили ненависти продвинуться далее.

## Создатели телесериала

### В ролях
- Талия - Rosalinda Del Castillo Romero de Altamirano / Paloma Dorantes
- Fernando Carrillo - Fernando José Altamirano Del Castillo
- Lupita Ferrer - Valeria Del Castillo de Altamirano
- Nora Salinas - Fedra Pérez Romero
- Angélica María - Soledad Romero Vda de Del Castillo / Marta
- Лаура Сапата - Verónica Del Castillo de Altamirano
- Esther Rinaldi - Abril Quiñones Del Castillo
- Адриана Фонсека - Lucía "Lucy" Pérez Romero
- Мануэль Саваль - Alfredo Del Castillo
- Andrea Martinez - Daniela Del Castillo de Dorantes
- Miguel Ángel Rodríguez - Javier Pérez
- Рене Муньос - Abuelo Florentino Rosas
- Jorge De Silva - Alberto "Beto" Pérez Romero
- Пати Диас - Clarita Martínez
- Нинон Севилья - Asunción
- Рауль Падилья - Bonifacio
- Рената Флорес - Zoila Barriga
- Víctor Noriega - Alejandro "Alex" Dorantes
- Elvira Monsell - Bertha Álvarez
- Анастасия - Alcira Ordóñez
- Eduardo Luna - Aníbal Rivera Pacheco
- Roberto "Flaco" Guzmán - Francisco Quiñones "El Miserias"
- Мече Барба - Angustias
- Sergio Reynoso - Agustín Morales
- Eugenio Bartilotti - Efrén
- Гильермо Гарсия Канту - José Fernando Altamirano
- Ева Кальво - Úrsula Valdez
- Emiliano Lizárraga - Ramiro
- Эдуардо Линьян - Demetrio Morales
- Sara Luz - Becky Rosas
- Susana González - Luz Elena
- Tere López-Tarín - Natalia
- Тина Ромеро - Dolores Romero de Peréz
- Milagros Rueda - Celina Barriga (#1)
- Ivonne Montero - Celina Barriga (#2)
- Jessica Salazar - Pamela Iturbide
- Ирма Торрес - Julieta
- Julio Urreta - Ayala
- Лиса Вильерт - Georgina
- Luz María Zetina - Luz María
- Алехандро Авила - Gerardo Navarrete
- Хуан Карлос Серран
- Рикардо Вера
- Ismael Larumbe
- Úrsula Murayama
- Rafael Amador
- Jorge Pascual Rubio - Cosme
- Javier Ruán - Chuy
- Альберто Инсуа - Dr. Riveroll
- Ana María Aguirre - Enriqueta Navarrete
- Марикармен Вела - Sor Emilia
- Сабине Муссьер - Cristina
- María Morena - Luciana Díaz
- César Castro - Ismael
- Guadalupe Bolaños
- Бланка Торрес
- Queta Lavat - Directora de la prisión
- Хулио Монтерде - Advocate
- Сара Монтес - Sandra Pacheco de Rivera

## Награды и премии
Телесериал был номинирован 6 раз на премию TVyNovelas, однако они не увенчались успехом.

## Показ в РФ
Телесериал предлагался зрителям к показу каналом REN-TV в рамках рубрики "Выбери теленовеллу" в 2003 году. Однако,  он не одержал победу и в эфир вышла теленовелла Истинная любовь. С тех пор,  данный сериал так нигде и не был показан.
Интернет-релиз сериала в любительском одноголосом озвучивании от Madlen Duval под названием "Розалинда" вышел в конце 2017 года.